# Arnon Milchan
Arnon Milchan (herb. ארנון מילצ'ן) (ur. 6 grudnia 1944 w Rechowocie) – izraelski biznesmen i producent filmowy, założyciel wytwórni filmowej Regency Enterprises.
Brał udział w produkcji ponad 130 pełnometrażowych filmów.
W czerwcu 2020 jego majątek wynosił 4,1 mld USD.

## Życiorys

### Wczesne lata
Milchan urodził się w mieście Rechowot, w Palestynie (obecnie Izrael) w rodzinie żydowskiej. Jego siostrą jest Dalia Milchan.

### Życie prywatne
W latach 1966–1975 był żonaty z francuską modelką Brigitte Genmaire. Mieli trójkę dzieci: Elinor, Alexandrę i Yariv. Elinor Milchan jest zawodową fotografką.
Od 2007 jest żonaty z południowoafrykańską tenisistką Amandą Coetzer. Mają dwójkę dzieci: Shimona (ur. 2009) i Olivię (ur. 2011).
Posiada obywatelstwo izraelskie i amerykańskie, mieszka w Tel Awiwie.